# 누구나 비밀은 있다
"누구나 비밀은 있다"는 2004년 개봉한 장현수 감독의 로맨스 코미디 영화이며 추상미가 분한 한선영 역은 당초 오연수가 물망에 올랐으나  노출신이 많은 역할이라  고사했다.

## 출연배우
- 이병헌 : 최수현
- 최지우 : 한선영
- 김효진 : 한미영
- 추상미 : 한선영
- 선우용녀
- 김해곤
- 전재형
- 탁재훈
- 공형진
- 이재훈